# Kazimira jadalna
Kazimira jadalna, kazimierka jadalna (Casimiroa edulis) – gatunek rośliny z rodziny rutowatych. Pochodzi z Meksyku, Kostaryki, Gwatemali i Hondurasu, jest też uprawiany w innych rejonach o ciepłym klimacie.

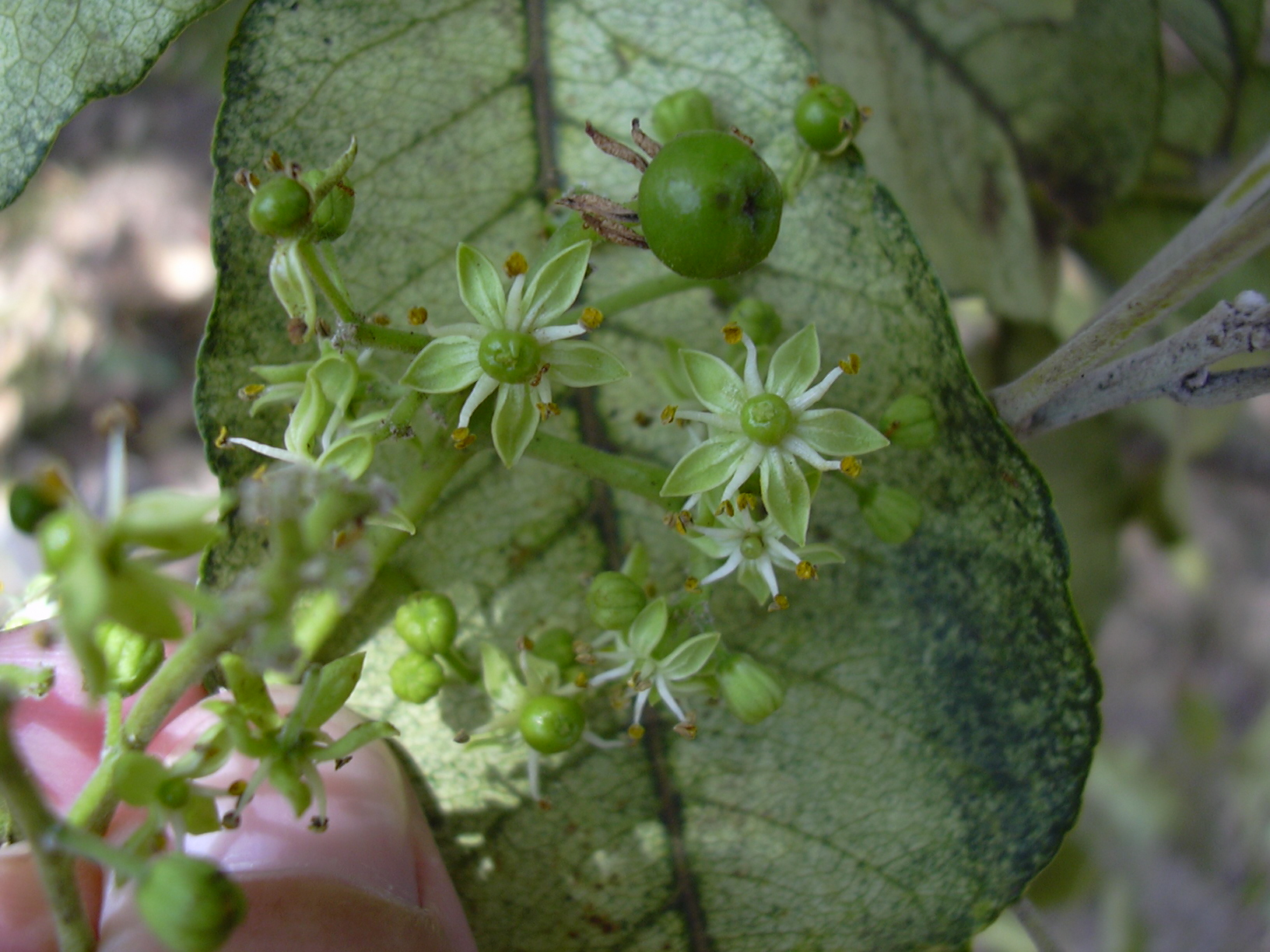
Kwiatostan

## Morfologia
Drzewo do 15 m wysokości, liście naprzemianległe, długoogonkowe, złożone z 3-5 listków, listki lancetowate, całobrzegie w kolorze ciemnozielonym, od góry błyszczące. Kwiat drobny w kolorze zielonkawożółtym. Owoc wielkości pomarańczy jest mięsisty. Zawiera w sobie żółtawy, żółtozielony słodki miąższ i 1-5 nasion. 

Owoc

Owoce są smaczne i jadalne. Używane są do sporządzania przetworów oraz do spożywania na surowo.